# Uji
Uji (宇治市 Uji-shi?) este un municipiu din Japonia, prefectura Kyoto. Populația orașului constituie 193.020 locuitori și densitatea este de 2.830 persoane pe 1 km2. Suprafața orașului constituie 69,55 km2. Orașul stă pe malurile râului Uji (sau Yodo), care se scurge din lacul Biwa.

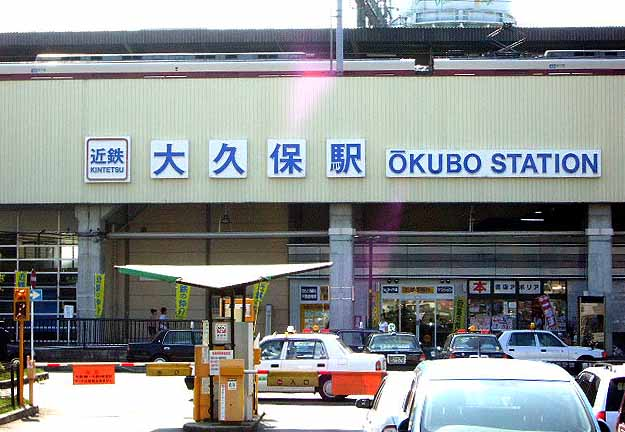
Stația Okubo a liniei de tren Kintetsu
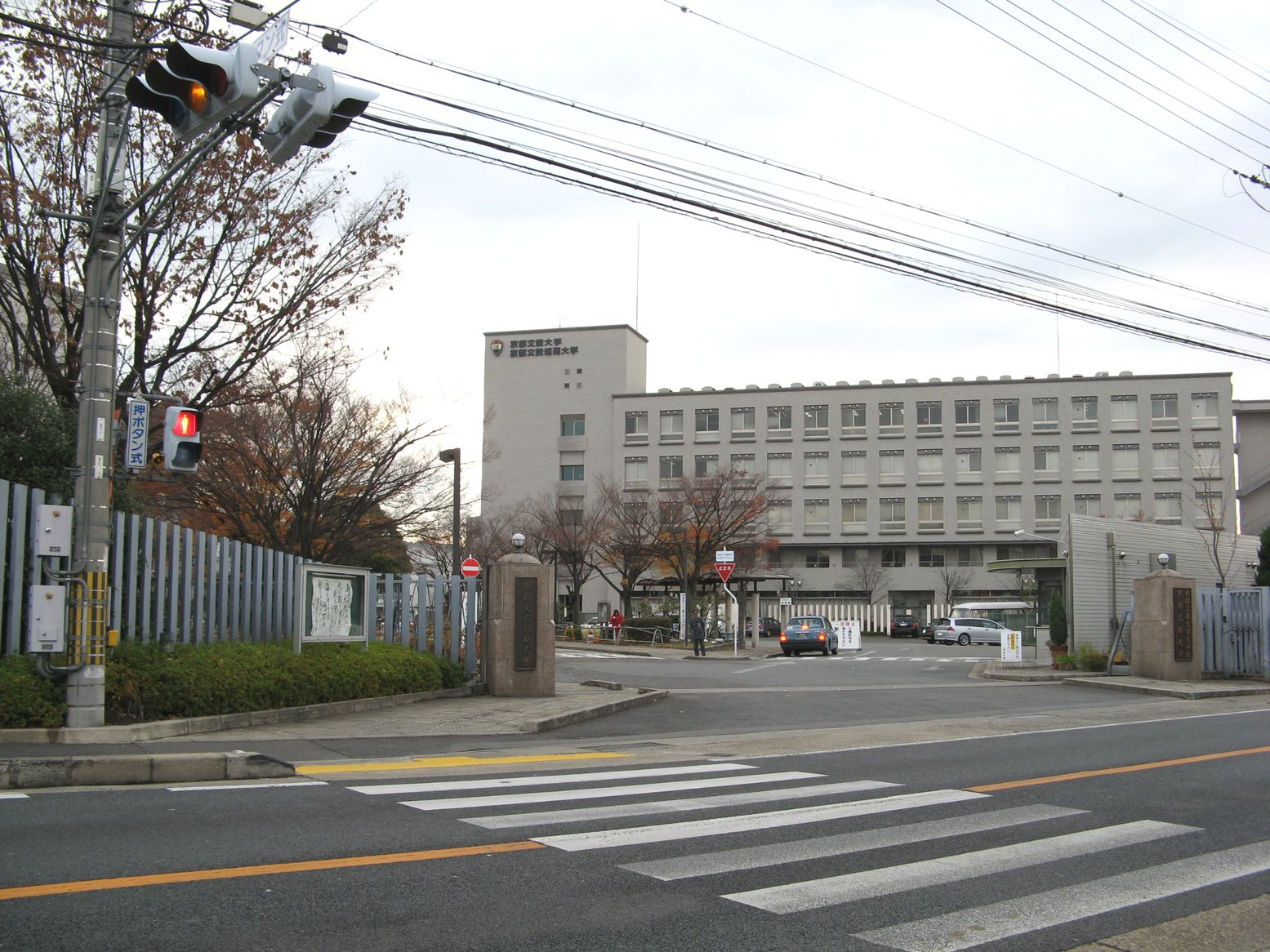
Universitatea Kyoto Bunkyo
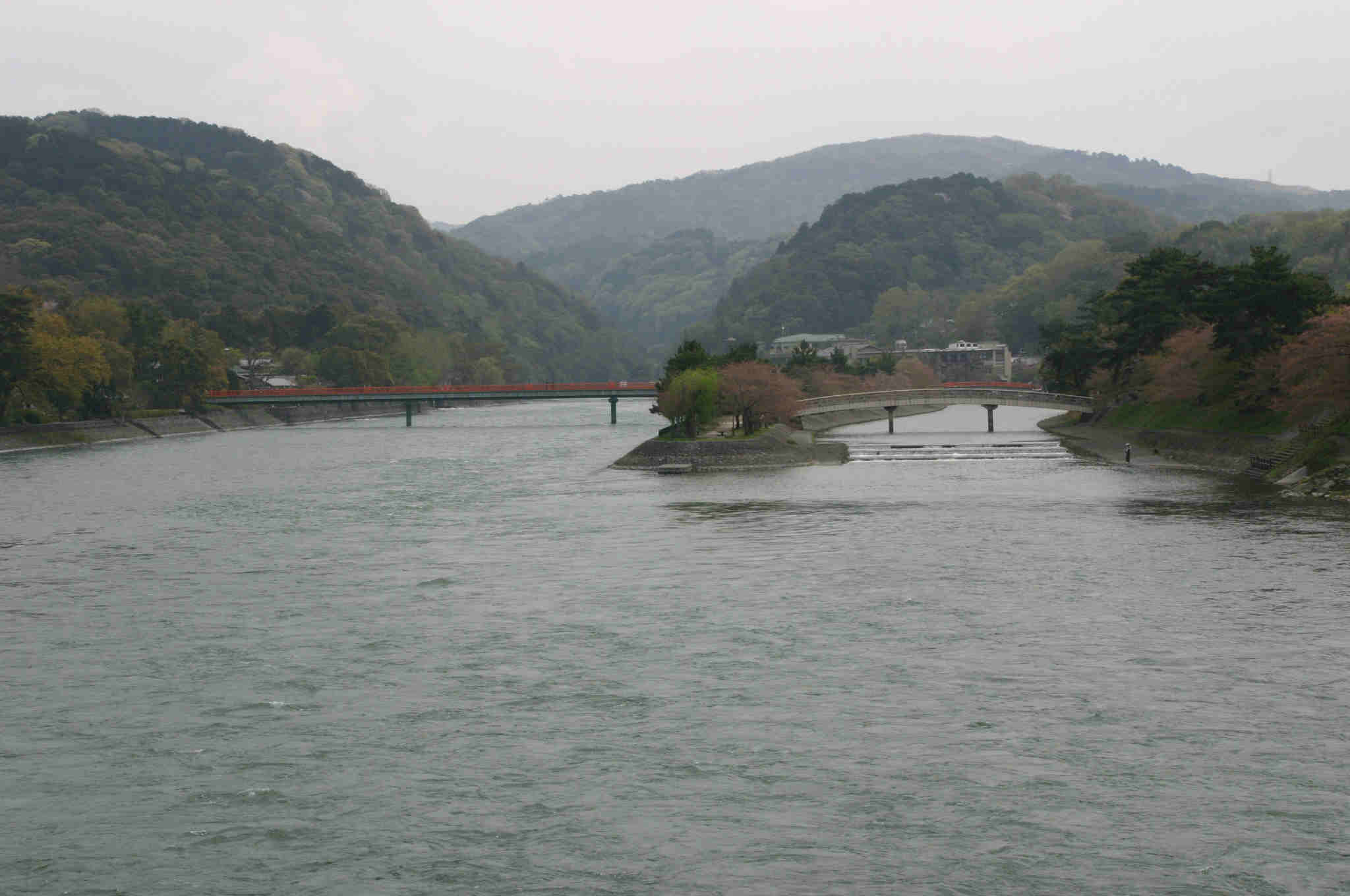
Râul Uji (sau Yodo)

## Istoric
- În secolul al IV-lea fiul împăratului Ojin a construit un palat la Uji.
- În anii 1180, 1184 și 1221 au avut loc cele trei Bătălii de la Uji.
- În perioada Muromachi shogunul Ashikaga Yoshimitsu (1358-1408) a promovat cultivarea plantei de ceai în regiunea Uji. De atunci Uji a devenit un centru important de producere și distribuție de ceai verde de calitate superioară.

## Locuri în Uji

### Monumente și clădiri
Majoritatea vizitatorilor sunt atrași la Uji de numeroasele locuri istorice, inclusiv sanctuare șintoiste și temple buddhiste. Printre acestea se numără sanctuarul Ujigami (construit în jurul anului 1060) și templul Byodo-In care sunt înscrise în lista de Partimoniul Cultural Mondial UNESCO ca parte a complexului Monumente Istorice ale Vechiului Kyoto. Pavilionul lui Buddha Amida din templul Byodo-In poate fi văzut pe aversul monedelor de 10 yeni.
Alte locuri religioase sunt: templul Mampuku-ji (templul principal al școlii Obaku de Zen buddhism) și templul Zen buddhist Kosho-ji.

### Universități
- un campus al Universității din Kyoto
- Universitatea Kyoto Bunkyo

### Muzee
- Muzeul Genji Monogatari

### Festivaluri
- 5 iunie—festivalul Agata
- 10 august—focuri de artificii

## Orașul Uji în cultura populară
- Evenimentele ultimelor capitole ale Genji monogatari au loc la Uji.